# Kácov zastávka
Kácov zastávka je železniční zastávka, která se nachází jižně od městysu Kácov (za řekou Sázavou) na katastrálním území Polipsy. Stanice leží v km 1,964 jednokolejné železniční trati Čerčany – Světlá nad Sázavou mezi stanicemi Kácov a Zruč nad Sázavou.

## Historie
Protože stanice Kácov je od města poměrně vzdálená, byla ihned při stavbě trati Kácov - Světlá nad Sázavou postavena rovněž zastávka s názvem Kacow Haltestelle. Zastávka se nacházela v km 2,408 a přístup do Kácova byl pomocí přívozu nad jezem. Po výstavbě mostu (což vedlo ke zrušení přívozu) níže po proudu (pod jezem) byla zastávka posunuta do nové polohy v km 1,936. Zastávka v novém místě byla otevřena 15. února 1917. Po vzniku Československa se název zastávky změnil na Kácov zastávka, během německé okupace pak nesla německo-české pojmenování Katzow Haltestelle / Kácov zastávka.

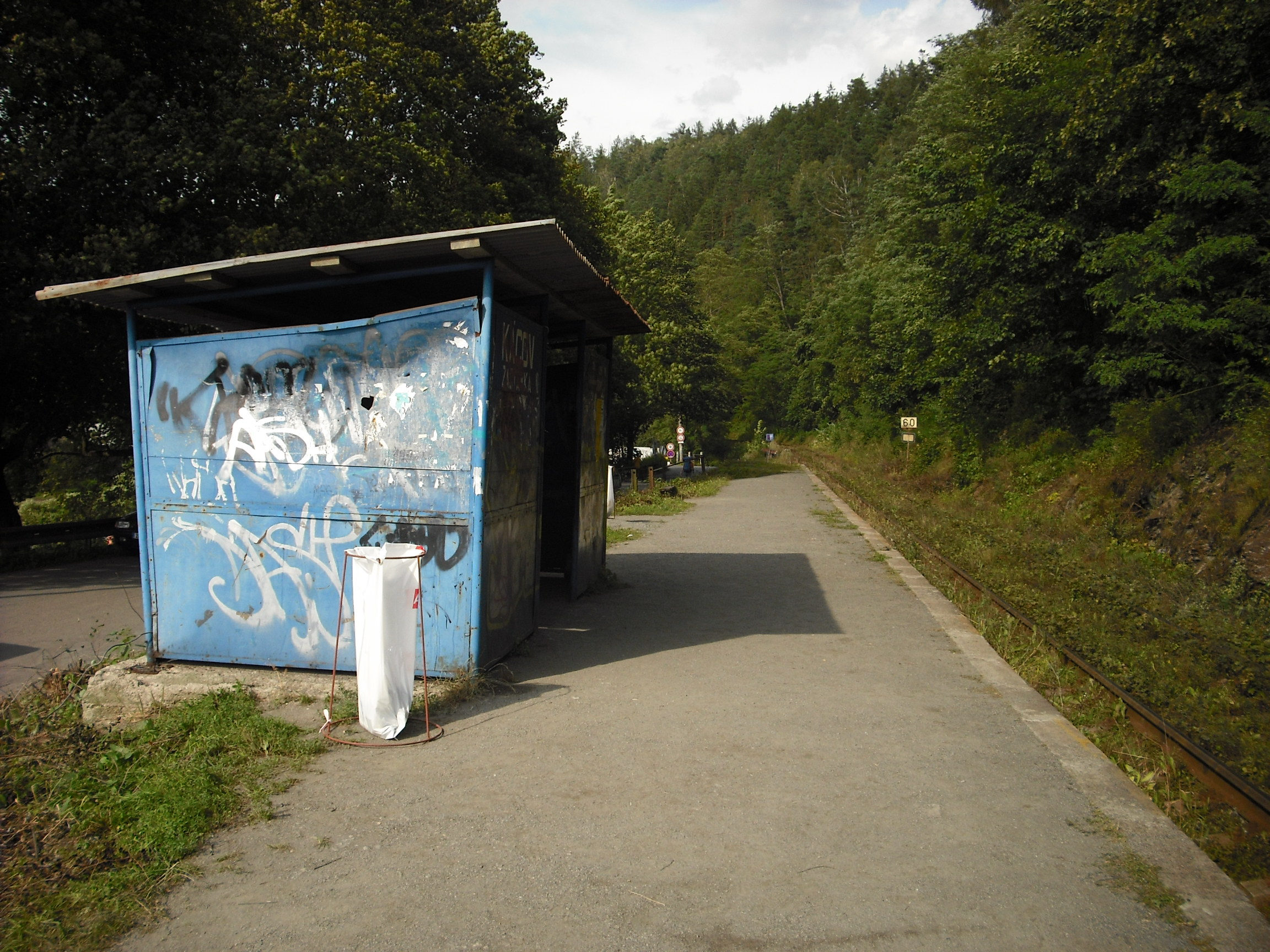
Zastávka ještě s plechovým přístřeškem (rok 2009)

## Popis zastávky
V zastávce na jednokolejné trati je jednostranné nástupiště vybudované z betonových desek. Jeho délka je 110 m, nástupní hrana je ve výšce 300 mm nad temenem kolejnice. V letech 2018-2019 proběhla oprava trati včetně zastávky, byl tak odstraněn původně plechový přístřešek, od té doby slouží cestujícím nový dřevěný přístřešek. V těsné blízkosti zastávky se v km 2,028 nachází železniční přejezd P5827 silnice III/12519, který je zabezpečen výstražnými kříži. V zastávce se neprodávají jízdenky, odbavení cestujících probíhá ve vlaku.